# دوور (اکلاهما)
دوور(به انگلیسی: Dover) شهری در ایالت اکلاهما کشور ایالات متحده آمریکا است که جمعیت آن در سرشماری سال ۲۰۱۰ میلادی، ۴۶۴ نفر بوده‌است.